# 比斯拉马语
比斯拉马语（Bislama）是一种大洋洲美拉尼西亚克里奥尔语，为瓦努阿图官方语言之一，并流行于一些其他美拉尼西亚岛屿。瓦努阿图国歌歌词即为比斯拉马语。

## 語言結構
比斯拉马语的95%词汇来自于英语，其余词汇来源包含法语和各种瓦努阿图当地语言，其语法则主要受各种当地语言影响，因此可以被形容为一种“使用英语词汇的美拉尼西亚语言”。

## 外部連結
- Bislama Translator & Spelling Dictionary for Microsoft Word （页面存档备份，存于） English - Bislama online translator and MS Word dictionary
- 中的“Bislama”
- Vanuatu Daily Post （页面存档备份，存于） - news in English and Bislama